# Handeni (Distrikt)
Handeni (auch Handeni DC genannt) ist ein Distrikt der Region Tanga im Nordosten von Tansania mit dem Verwaltungszentrum in der gleichnamigen Stadt Handeni. Der Distrikt grenzt im Nordwesten an die Region Manyara, im Norden an die Distrikte Korogwe und Korogwe (TC), im Osten an die Distrikte Muheza und Pangani, im Süden an die Region Pwani und im Westen an den Distrikt Kilindi.

## Geographie
Der Distrikt hat eine Fläche von 6453 Quadratkilometern und rund 384.353 Einwohner (Volkszählung 2022). Das Land wird in zwei Bereiche gegliedert:
- Die Ebene im Osten in einer Höhe von 200 bis 400 Meter über dem Meer. Die Jahresniederschlagsmenge liegt zwischen 800 und 1400 Millimeter.
- Die hügelige Zone im Westen, die etwa drei Viertel der Fläche umfasst. Die Berggipfel erreichen hier Höhen von 600 bis 1200 Meter, es regnet 800 bis 1000 Millimeter im Jahr.

Das Gebiet wird durch die Flüsse Msangazi, Manyuzi and Mligaji entwässert, die alle in den Indischen Ozean münden. Das Klima im Distrikt ist tropisch, Aw nach der effektiven Klimaklassifikation. Die Monsunwinde aus Südosten bringen die Niederschläge. Kurze Regenschauer fallen von Oktober bis Dezember, lange Regen gibt es von Mitte März bis Juni. Auch in der Trockenzeit von Juli bis September können Gewitter niedergehen. Die Durchschnittstemperaturen liegen zwischen 27 und 30 Grad Celsius am Tag und 15 bis 18 Grad Celsius in der Nacht. Am kühlsten ist es im Juli, am wärmsten im Februar.

## Verwaltungsgliederung
Der Distrikt besteht aus dem einen Wahlkreise (Jimbo) Handeni Vijijini und 21 Bezirken (Kata):
- Kabuku
- Kabuku Ndani
- Kang'ata
- Kitumbi
- Kiva
- Komkonga
- Kwachaga
- Kwaluguru
- Kwamatuku
- Kwamgwe
- Kwamsisi
- Kwankonje
- Kwasunga
- Kwedizinga
- Mazingara
- Mgambo
- Misima
- Mkata
- Ndolwa
- Segera
- Sindeni

| Die größte ethnische Gruppe im Distrikt sind die Zigua, die zwei Drittel der Bevölkerung bilden. Die Einwohnerzahl betrug 250.244 bei der Volkszählung im Jahr 1988. Durch die Abtrennung des Distriktes Kilindi sank sie auf 193.298 im Jahr 2002, um auf 276.646 im Jahr 2012 zu steigen. Im Jahr 2016 lebten 302.466 Menschen in Handeni. In diesem Jahr sprach mehr als die Hälfte der Über-Fünfjährigen Swahili, sechs Prozent sprachen Englisch und Swahili, knapp vierzig Prozent waren Analphabeten. Die Grafik rechts zeigt den Vergleich mit dem Distrikt Handeni TC. Bei der Volkszählung 2022 hatte der Distrikt 384.353 Einwohner. | Die zur Anzeige dieser Grafik verwendete Erweiterung wurde dauerhaft deaktiviert. Wir arbeiten aktuell daran, diese und weitere betroffene Grafiken auf ein neues Format umzustellen. (Mehr dazu) Handeni DC | Die zur Anzeige dieser Grafik verwendete Erweiterung wurde dauerhaft deaktiviert. Wir arbeiten aktuell daran, diese und weitere betroffene Grafiken auf ein neues Format umzustellen. (Mehr dazu) Handeni TC |

- Bildung: Im Distrikt befinden sich 117 Grundschulen und 23 weiterführende Schulen (Stand 2019).[9]
- Gesundheit: Für die medizinische Versorgung der Bevölkerung stehen ein Krankenhaus, zwei Gesundheitszentren und 33 Apotheken zur Verfügung.[9] Das Krankenhaus wird von der anglikanischen Kirche betrieben.[10]

| - Landwirtschaft: Die wichtigsten Früchte für die Selbstversorgung sind Mais, Maniok, Hirse, Bohnen und Bananen. Für den Verkauf werden Gemüse, Obst (Orangen und Mangos), Reis, Sonnenblumen, Sisal, Kokosnüsse, Erbsen, Hirse, Baumwolle, Reis, Sonnenblumen, Sisal, Kokosnüsse und Baumwolle angebaut. Im Jahr 2012 besaß die Hälfte der 55.000 Haushalte Nutztiere. Die am häufigsten gehaltenen Tiere waren Geflügel, Ziegen und Rinder. - Bergbau: Es gibt Lagerstätten von Gold, Kupfer und Eisen in den Dörfern Magambazi, Kwamagome, Kilimamzinga und Kwachaga, sowie Funde von Quarz, Kainit, Rubin, Granat, Aquimarin, Rhodolit, Turmalin und Amethyst in den Dörfern Kidereko, Kwasunga, Chanika Kofi und Kwankonje. Diese Bodenschätze werden derzeit nicht industriell abgebaut (Stand 2020). Die Firma Handeni Gold Corporation untersucht die Goldlagerstätten südlich der Stadt Handeni. - Straßen: Die wichtigste Straßenverbindung im Distrikt ist die Nationalstraße T2. Sie verbindet Tanga mit Daressalam und verläuft durch den Osten des Distriktes. | Die zur Anzeige dieser Grafik verwendete Erweiterung wurde dauerhaft deaktiviert. Wir arbeiten aktuell daran, diese und weitere betroffene Grafiken auf ein neues Format umzustellen. (Mehr dazu) |

## Politik
In Handeni wird alle fünf Jahre ein Distriktrat (District council) gewählt. Derzeitiger Vorsitzender ist Mustafa Beleko.[veraltet]

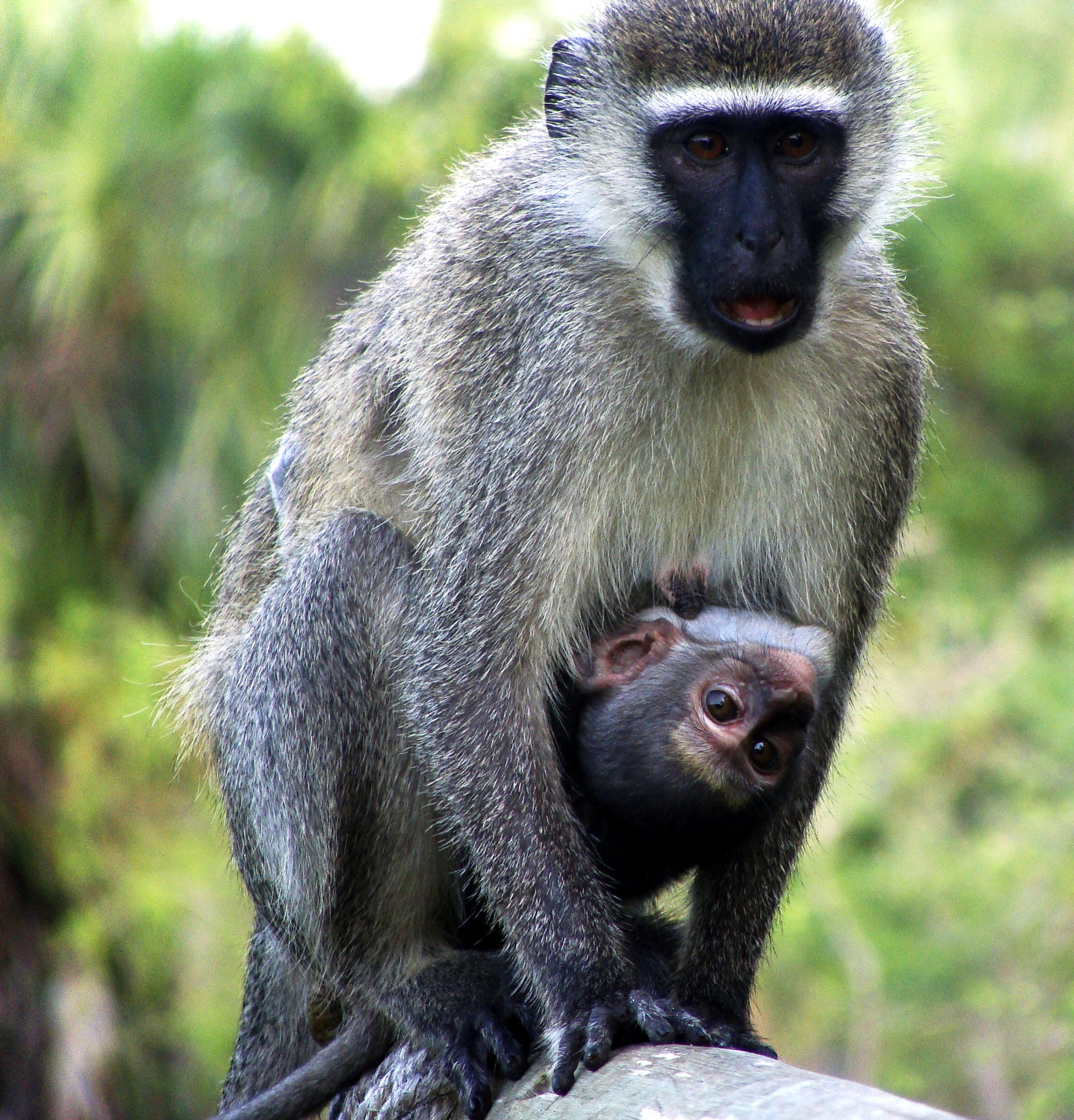
Grüne Meerkatze mit Jungem im Saadani-Nationalpark.

## Sehenswürdigkeiten
- Saadani-Nationalpark: Im Osten hat der Distrikt Anteil am 1062 Quadratkilometer großen Saadani-Nationalpark.[19] Das Gebiet wurde bereits in den 1960er Jahren unter Naturschutz gestellt und im Jahr 2002 auf die doppelte Fläche ausgeweitet. An Wildtieren findet man Giraffen, Büffel, Warzenschweine, Wasserböcke, Riedböcke, Kuhantilopen, Gnus, Rotducker, Große Kudus, Elenantilopen, Rappenantilopen, Paviane und Grüne Meerkatzen.[20]